# Justinas Marcinkevičius

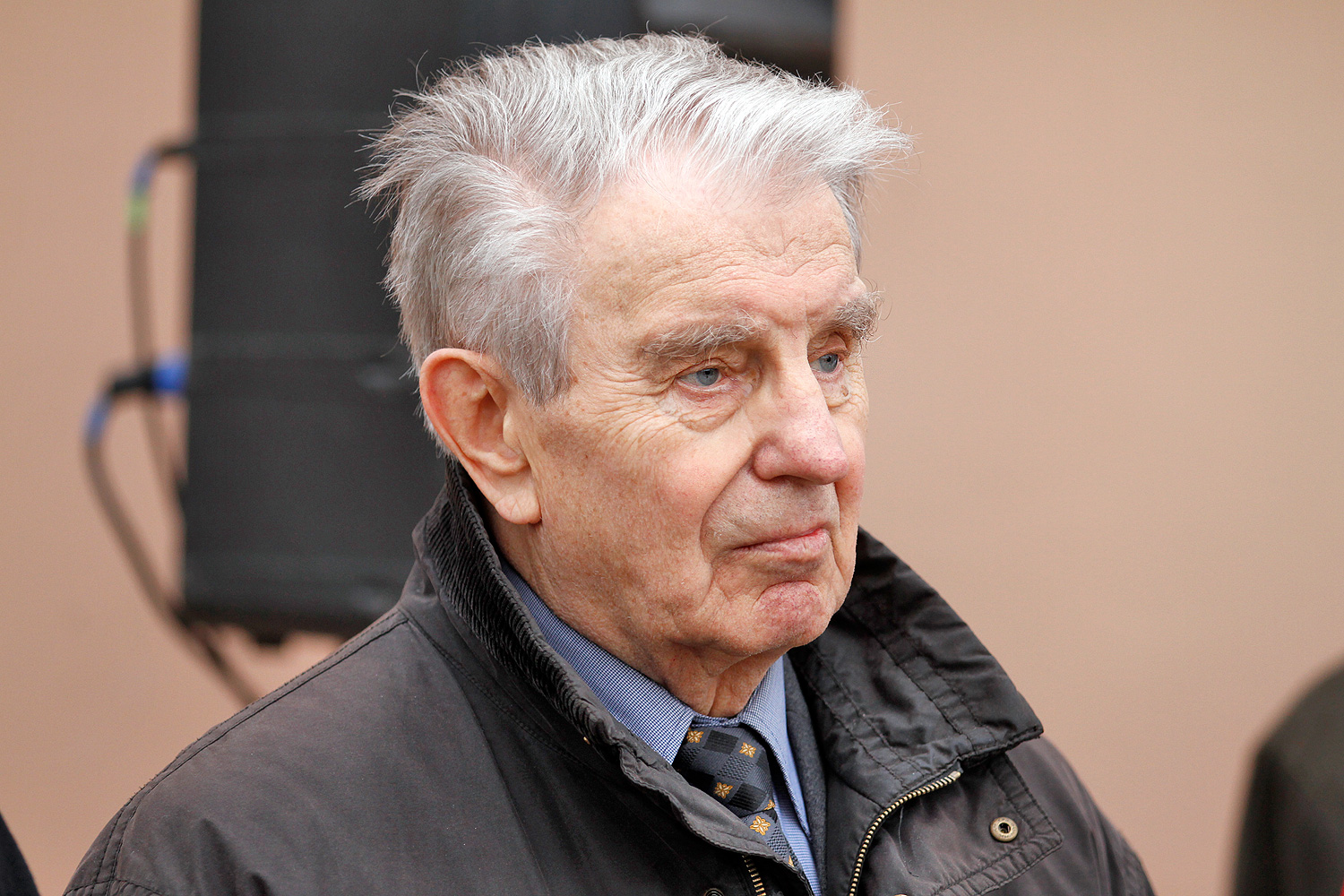
Justinas Marcinkevičius

Justinas Marcinkevičius (Važatkiemis, 16 febbraio 1930 – Vilnius, 16 febbraio 2011) è stato un poeta e drammaturgo lituano.

## Biografia
Si è laureato nel 1954 alla facoltà di Storia e Filologia all'Università di Vilnius. È stato in seguito vicepresidente dell'Unione Scrittori Lituani.
Cresciuto sotto l'occupazione sovietica ha difeso la cultura e la lingua lituana in un periodo estremamente difficile per il paese. Con la caduta del muro è entrato in politica, diventando uno dei maggiori esponenti del Movimento Riformatore di Lituania.
Nel 1998 ha vinto il Premio Herder. Nel 2001 è stato insignito del premio nazionale della Cultura e dell'Arte Lituane.

## Opere
- Kraujas ir pelenai: herojinė poema. 1960.
- Duoną raikančios rankos: eilėraščiai. 1963.
- Donelaitis: poema. 1964.
- Siena: poema. 1965.
- Mediniai tiltai: eilėraščiai. 1966.
- Liepsnojantis krūmas: eilėraščiai. 1968.
- Mindaugas: drama - poema. 1968.
- Katedra: 10 giesmių drama. 1971.
- Šešios poemos. 1973.
- Mažvydas: giesmė. 1977.
- Gyvenimo švelnus prisiglaudimas: lyrika. 1978.
- Pažinimo medis: poema. 1978.
- Būk ir palaimink: lyrika. 1980.
- Dienoraštis be datų. 1981.
- Raštai. 1982-1983.
- Vienintelė žemė: eilėraščiai. 1984.
- Už gyvus ir mirusius: lyrika. 1988.
- Lopšinė gimtinei ir motinai: eilėraščiai. 1992.
- Prie rugių ir prie ugnies: eilėraščiai. 1992.
- Eilėraščiai iš dienoraščio: poezija. 1993.
- Tekančios upės vienybė: eseistika. 1994.
- Tekančios upės vienybė: eseistika. 2ª ed., 1995.
- Daukantas: draminė apysaka. 1997.
- Žingsnis. 1998.
- Dienoraštis be datų. 2ª ed., 1999.
- Poezija. 2000.
- Devyni broliai: baladžių poema. 2000.
- Carmina minora: poema. 2000.
- Pažinimo medis: poema. 2ª ed., 2001.
- Dienos drobulė: eilėraščiai. 2002.
- Grybų karas: poema. 2002.
- Voro vestuvės: vaikų, tėvelių ir senelių pamėgta poemėlė, Vilnius: Vaga, 2002.
- Trilogija ir epilogas. Mindaugas. Mažvydas. Katedra. Daukantas: poetinės dramos ir draminė apysaka. 2005.
- Poemos. 2007.